# Bouches-du-Rhône
Bouches-du-Rhône este un departament din sudul Franței, situat în regiunea Provența-Alpi-Coasta de Azur. Este cel mai populat departament din sudul Franței, și al treilea dintre toate departamentele. Este unul dintre departamentele originale ale Franței create în urma Revoluției din 1790. În 1793 o porțiune din teritoriul său a fost mutată în nou formatul departament Vaucluse. Numele său înseamnă Gurile Ron-ului.

## Localități selectate

### Prefectură
- Marsilia

### Sub-prefecturi
- Aix-en-Provence
- Arles
- Istres

### Alte orașe
- Allauch
- Alleins
- Aubagne
- La Ciotat
- Marignane
- Martigues
- Miramas
- Salon-de-Provence
- Vitrolles

### Alte localități
- Aureille
- Sausset-les-Pins

## Diviziuni administrative
- 4 arondismente;
- 57 cantoane;
- 119 comune;

vezi și Lista comunelor din Departamentul Bouches-du-Rhône